# Френклин (Арканзас)
Френклин (енгл. Franklin) град је у америчкој савезној држави Арканзас.

## Демографија
По попису из 2010. године број становника је 198, што је 14 (7,6%) становника више него 2000. године.
| Група             | 2000.       | 2010.       |
| Белци             | 177 (96,2%) | 194 (98,0%) |
| Афроамериканци    | 0 (0,0%)    | 0 (0,0%)    |
| Азијати           | 0 (0,0%)    | 0 (0,0%)    |
| Хиспаноамериканци | 5 (2,7%)    | 1 (0,5%)    |
| Укупно            | 184         | 198         |